# Урош Спаїч
Урош Спаїч (серб. Uroš Spajić / Урош Спајић, нар. 13 лютого 1993, Белград) — сербський футболіст, захисник клубу «Црвена Звезда».
Виступав, зокрема, за клуби «Тулуза» та «Андерлехт», а також національну збірну Сербії.

## Клубна кар'єра
Народився 13 лютого 1993 року в місті Белград. Вихованець футбольної школи клубу «Црвена Звезда». 27 жовтня 2010 року дебютував за основну команду, вийшовши на заміну в матчі Кубка Сербії проти «Бораца».
На початку 2011 року був відданий в оренду в «Сопот», що був фарм-клубом столичного клубу, для отримання ігрової практики. У третій лізі чемпіонату Сербії за півтора року взяв участь в 34 матчах. Повернувшись влітку 2012 року в «Црвену», дебютував у єврокубках у грі кваліфікації Ліги Європи проти французького «Бордо».
У липні 2013 року був придбаний французькою «Тулузою» за 1,5 мільйона €. 10 серпня дебютував у Лізі 1 у зустрічі з «Валансьєном». На 35 хвилині був вилучений з поля за фол останньої надії у результаті помилки арбітра зустрічі, оскільки правила порушував його партнер по команді Стів Яго. У сезоні 2013/14 провів 32 матчі чемпіонату, ставши важливою ланкою у побудові захисних порядків клубу. Наступний сезон виявився менш вдалим: через часті травми провів лише 17 ігор, а у останньому третьому сезоні зіграв ще менше — 14 ігор у Лізі 1.
31 липня 2016 року перейшов на правах оренди в бельгійський «Андерлехт», який по завершенні оренди гравця викупив контракт. Граючи у складі «Андерлехта» також здебільшого виходив на поле в основному складі команди.
26 травня 2018 року Спаїч підписав контракт з «Краснодаром». Угода серба з «биками» розрахована до 2023 року.

## Виступи за збірні
2011 року дебютував у складі юнацької збірної Сербії і брав участь у юнацькому чемпіонаті Європи 2012 року в Естонії. Зіграв у всіх трьох зустрічах своєї команди на турнірі. Загалом взяв участь у 8 іграх на юнацькому рівні.
Протягом 2013—2015 років залучався до складу молодіжної збірної Сербії. У травні 2015 року був включений в заявку сербської молодіжної збірної на чемпіонат Європи у Чехії, де зіграв у всіх трьох матчах збірної. Загалом на молодіжному рівні зіграв в 11 офіційних матчах.
4 вересня 2015 року дебютував в офіційних матчах у складі національної збірної Сербії у зустрічі кваліфікації до чемпіонату Європи 2016 року проти Вірменії.
У травні 2018 року потрапив у попередню заявку збірної на чемпіонат світу 2018 року у Росії.
| Дата       | Місто      | Господарі   | Результат             | Гості     | Турнір                               | Голи | Примітки |
| ---------- | ---------- | ----------- | --------------------- | --------- | ------------------------------------ | ---- | -------- |
| 4-9-2015   | Новий Сад  | Сербія      | 2 – 0                 | Вірменія  | Відбір до ЧЄ 2016                    | -    |          |
| 7-9-2015   | Бордо      | Франція     | 2 – 1                 | Сербія    | товариський матч                     | -    | 89'      |
| 23-3-2016  | Познань    | Польща      | 1 – 0                 | Сербія    | товариський матч                     | -    | 90'      |
| 29-3-2016  | Таллінн    | Естонія     | 0 – 1                 | Сербія    | товариський матч                     | -    | 46'      |
| 31-5-2016  | Новий Сад  | Сербія      | 3 – 1                 | Ізраїль   | товариський матч                     | -    | 45'      |
| 10-9-2018  | Белград    | Сербія      | 2 – 2                 | Румунія   | Ліга націй УЄФА 2018-2019 - 1-й етап | -    |          |
| 20-3-2019  | Вольфсбург | Німеччина   | 1 – 1                 | Сербія    | товариський матч                     | -    |          |
| 25-3-2019  | Лісабон    | Португалія  | 1 – 1                 | Сербія    | Відбір до ЧЄ 2020                    | -    | 79'      |
| 7-6-2019   | Львів      | Україна     | 5 – 0                 | Сербія    | Відбір до ЧЄ 2020                    | -    | 32'      |
| 10-6-2019  | Белград    | Сербія      | 4 – 1                 | Литва     | Відбір до ЧЄ 2020                    | -    |          |
| 10-9-2019  | Люксембург | Люксембург  | 1 – 3                 | Сербія    | Відбір до ЧЄ 2020                    | -    | 56'      |
| 12-11-2020 | Белград    | Сербія      | 1 – 1 д.ч. (4-5 п.п.) | Шотландія | Відбір до ЧЄ 2020                    | -    | 108'     |
| 15-11-2020 | Будапешт   | Угорщина    | 1 – 1                 | Сербія    | Ліга націй УЄФА 2020-2021 - 1-й етап | -    | 64'      |
| 18-11-2020 | Белград    | Сербія      | 5 – 0                 | Росія     | Ліга націй УЄФА 2020-2021 - 1-й етап | -    |          |
| 30-3-2021  | Баку       | Азербайджан | 1 – 2                 | Сербія    | Відбір до ЧС 2022                    | -    | 45+1'    |
| 7-6-2021   | Кобе       | Сербія      | 1 – 1                 | Ямайка    | товариський матч                     | -    | 46'      |
| 11-6-2021  | Кобе       | Японія      | 1 – 0                 | Сербія    | товариський матч                     | -    |          |
| 9-10-2021  | Люксембург | Люксембург  | 0 – 1                 | Сербія    | Відбір до ЧС 2022                    | -    | 46'      |
| 11-11-2021 | Белград    | Сербія      | 4 – 0                 | Катар     | товариський матч                     | -    |          |
| 14-11-2021 | Лісабон    | Португалія  | 1 – 2                 | Сербія    | Відбір до ЧС 2022                    | -    | 65'      |
| Усього     |            | Матчів      | 20                    |           | Голів                                | 0    |          |

## Титули і досягнення
- Чемпіон Бельгії (1):

«Андерлехт»: 2016-17
- Володар Суперкубка Бельгії (1):

«Андерлехт»: 2017
- Чемпіон Сербії (2):

«Црвена Звезда»: 2022-23, 2023-24
- Володар Кубка Сербії (2):

«Црвена Звезда»: 2022-23, 2023-24